# Большой орден Национальных заслуг (Камбоджа)
Большой орден Национальных заслуг — высшая государственная награда Королевства Камбоджа.

## История
Большой орден Национальных заслуг был учреждён король Нородом Сианук 5 октября 1995 года королевским указом № 1095/01 в одном классе как высшая государственная награда для вручения главам иностранных государств или за выдающиеся заслуги перед государством поданных Королевства Камбоджа. Следует отметить, что в наградной системе королевства 9 сентября 1948 года была учреждена Национальная медаль Заслуг, которая считается прообразом Большого ордена Национальных заслуг.

## Описание
Знак ордена – золотая восьмиконечная звезда, лучи которой формируются тремя пирамидально расположенными разновеликими заострёнными лучиками, покрытыми шариками в ряд. Между лучей штралы в виде пяти пирамидально расположенных разновеликих заострённых плоских лучиков. В центре звезды круглый медальон с широкой золотой каймой с внешней стороны окаймлённой золотым лавровым венком. В медальон вписан государственный флаг Камбоджи в цветных эмалях: три разновеликие горизонтальные полосы синего красного и синего цветов, на красной полосе помещено изображение Храма Ангкор-Ват серебряного цвета. На кайме золотыми буквами надпись: «ជា តូប ការ». Знак при помощи переходного звена в виде короны Камбоджи крепится к орденской цепи. Орденская цепь состоит из звеньев двух типов с цветочным орнаментом.
Звезда аналогична знаку ордена меньшего размера.
В инсигнии ордена также входят миниатюра и орденская планка.